# Cuguen
Cuguen est une commune française située dans le département d'Ille-et-Vilaine, en région Bretagne, peuplée de 830 habitants.

## Géographie
| Épiniac   | Broualan             | Trans-la-Forêt      |
| Trémeheuc | Cuguen               | Bazouges-la-Pérouse |
| Combourg  | Saint-Léger-des-Prés | Noyal-sous-Bazouges |

### Hydrographie
Pour un article plus général, voir Réseau hydrographique d'Ille-et-Vilaine.
La commune est située dans le bassin Loire-Bretagne. Elle est drainée par le Guyoult, la Tamout, le Landal, le ruisseau du Haut montay et  un autre petit cours d'eau,.
Le Guyoult, d'une longueur de 33 km, prend sa source dans la commune  et se jette  dans la Manche en limite du Vivier-sur-Mer et de Mont-Dol, après avoir traversé dix communes. 
La Tamout, d'une longueur de 18 km, prend sa source dans la commune de Combourg et se jette  dans le Couesnon à Val-Couesnon, après avoir traversé sept communes. 
Le Landal, d'une longueur de 11 km, prend sa source dans la commune de Trémeheuc et se jette  dans le Guyoult à Baguer-Pican. 
Un plan d'eau complète le réseau hydrographique : l'étang du Plessis (4,42 ha),.

### Climat
Pour des articles plus généraux, voir Climat de la Bretagne et Climat d'Ille-et-Vilaine.
En 2010, le climat de la commune est de type climat océanique altéré, selon une étude du CNRS s'appuyant sur une série de données couvrant la période 1971-2000. En 2020, Météo-France publie une typologie des climats de la France métropolitaine dans laquelle la commune est exposée à un climat océanique et est dans la région climatique  Bretagne orientale et méridionale, Pays nantais, Vendée, caractérisée par une faible pluviométrie en été et une bonne insolation. Parallèlement l'observatoire de l'environnement en Bretagne publie en 2020 un zonage climatique de la région Bretagne, s'appuyant sur des données de Météo-France de 2009. La commune est, selon ce zonage, dans la zone « Intérieur Est », avec des hivers frais, des étés chauds et des pluies modérées.
Pour la période 1971-2000, la température annuelle moyenne est de 11,1 °C, avec une amplitude thermique annuelle de 12,6 °C. Le cumul annuel moyen de précipitations est de 784 mm, avec 12,7 jours de précipitations en janvier et 7,6 jours en juillet. Pour la période 1991-2020, la température moyenne annuelle observée sur la station météorologique la plus proche, située sur la commune de Feins à 14 km à vol d'oiseau, est de 11,9 °C et le cumul annuel moyen de précipitations est de 816,2 mm,. Pour l'avenir, les paramètres climatiques de la commune estimés pour 2050 selon différents scénarios d'émission de gaz à effet de serre sont consultables sur un site dédié publié par Météo-France en novembre 2022.

## Urbanisme

### Typologie
Au 1er janvier 2024, Cuguen est catégorisée commune rurale à habitat très dispersé, selon la nouvelle grille communale de densité à sept niveaux définie par l'Insee en 2022.
Elle est située hors unité urbaine et hors attraction des villes,.

### Occupation des sols
L'occupation des sols de la commune, telle qu'elle ressort de la base de données européenne d'occupation biophysique des sols Corine Land Cover (CLC), est marquée par l'importance des territoires agricoles (94,7 % en 2018), une proportion sensiblement équivalente à celle de 1990 (95,1 %). La répartition détaillée en 2018 est la suivante : 
zones agricoles hétérogènes (53,4 %), terres arables (31,5 %), prairies (9,8 %), forêts (3,8 %), zones urbanisées (1,4 %). L'évolution de l'occupation des sols de la commune et de ses infrastructures peut être observée sur les différentes représentations cartographiques du territoire : la carte de Cassini (XVIIIe siècle), la carte d'état-major (1820-1866) et les cartes ou photos aériennes de l'IGN pour la période actuelle (1950 à aujourd'hui).

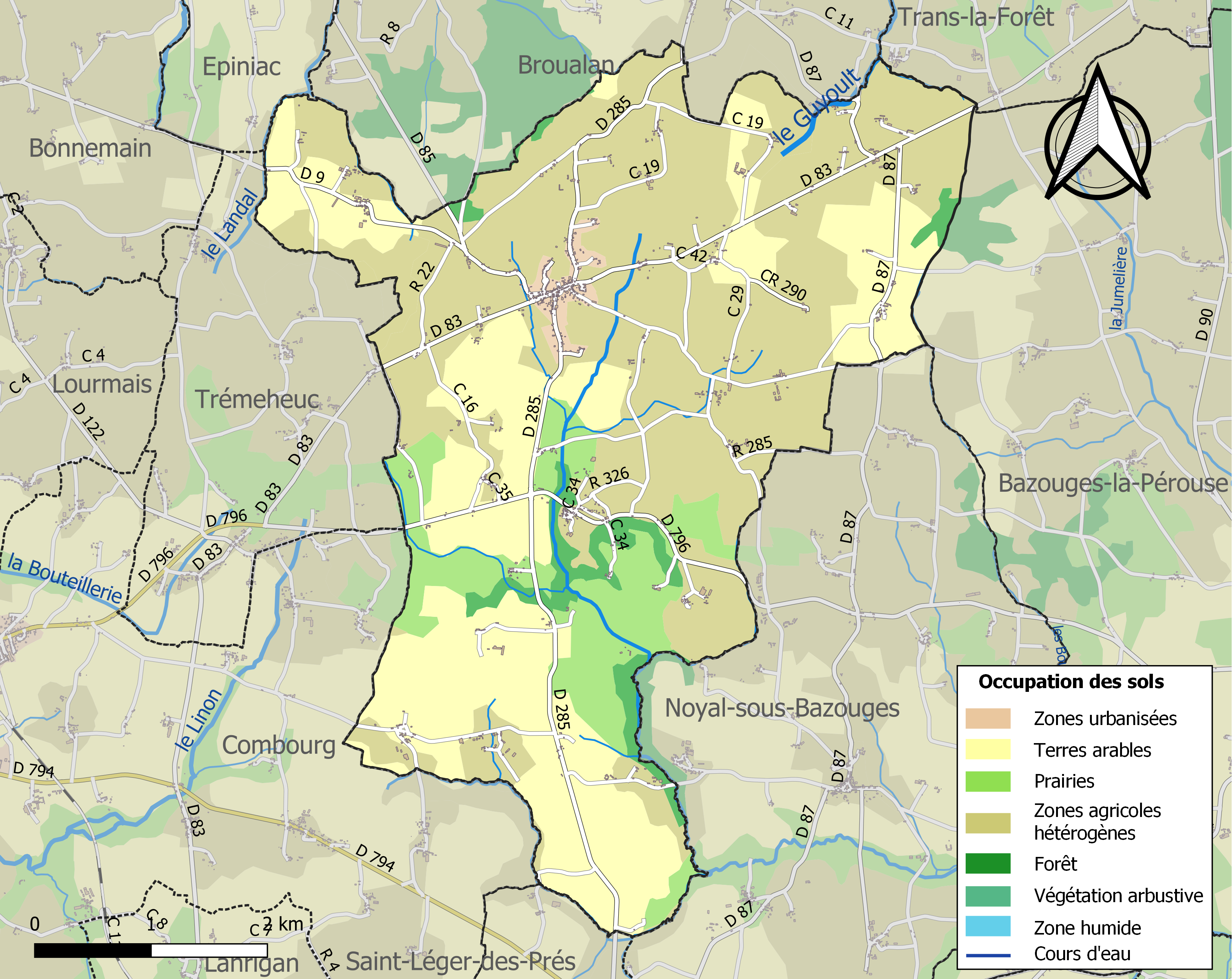
Carte des infrastructures et de l'occupation des sols de la commune en 2018 (CLC).

## Toponymie
Le nom de la localité est attesté sous les formes Guguen en 1107, Cuguien en 1160, Cuguen en 1167,
Nom hybride dont le premier élément Cu- peut représenter *Cuc- à savoir une racine romane que l'on retrouve par exemple dans le provençal cuco « meule, tas, monceau » ou le normand coque, coquet « veillotte de foin », issue de la racine hypothétique pré-indo-européenne *kuk- ou *cūcc « hauteur », suivi du mot breton gwenn « blanc »,.

## Histoire
La paroisse de Cuguen faisait partie du doyenné de Dol relevant de l'évêché de Dol et était sous le vocable de Saint-Martin.
L'abbaye Notre-Dame du Tronchet avait le droit de dîmes sur la paroisse. Elle possédait le prieuré Saint-Denis de La Roche-Montbourcher dit aussi de Roche-Épine.
Cuguen a connu sous l'occupation nazie de nombreux évènements, notamment le 7 juin 1944 où à la suite de la mort d'un soldat allemand abattu par les forces des FFI à l'entrée du bourg, l'occupant décide de rassembler dans l'église du village entre 100 et 200 personnes et de les prendre en otage, menaçant d'incendier l'édifice. Finalement, les otages sont libérés le jour même en fin d'après midi.
Dans la soirée du 18 juin 1944 lorsqu'un pilote américain, perd le contrôle de son avion et tombe dans une cour au Clos Boterel.
Le 2 août 1944, la commune est libérée par le Combat Command A de la 6th Armored Division.

## Politique et administration

### Rattachements administratifs et électoraux
Cuguen appartient à l'arrondissement de Saint-Malo et au canton de Combourg depuis sa création. Le redécoupage cantonal de 2014 a modifié sa composition et le canton englobe aujourd'hui la quasi-intégralité de la communauté de communes.
Pour l'élection des députés, la commune fait partie de la troisième circonscription d'Ille-et-Vilaine, représentée depuis février 2020 par Claudia Rouaux (PS-NFP). Auparavant, elle a successivement appartenu à la circonscription de Saint-Malo (Second Empire), la 2e circonscription de Saint-Malo (IIIe République), la 6e circonscription (1958-1986) et la 2e circonscription (1988-2012).

### Intercommunalité
Depuis le 6 décembre 1995, Cuguen appartient à la communauté de communes Bretagne Romantique. Cette intercommunalité a succédé à l'association pour le développement économique du Combournais puis au SIVOM des cantons de Combourg, Tinténiac et Pleine-Fougères, fondé en décembre 1979, auquel appartenait la commune.

### Administration municipale
Le nombre d'habitants au dernier recensement étant compris entre 500 et 1 499, le nombre de membres du conseil municipal est de 15.

## Démographie
L'évolution du nombre d'habitants est connue à travers les recensements de la population effectués dans la commune depuis 1793. Pour les communes de moins de 10 000 habitants, une enquête de recensement portant sur toute la population est réalisée tous les cinq ans, les populations de référence des années intermédiaires étant quant à elles estimées par interpolation ou extrapolation. Pour la commune, le premier recensement exhaustif entrant dans le cadre du nouveau dispositif a été réalisé en 2005.
En 2022, la commune comptait 830 habitants, en évolution de −0,84 % par rapport à 2016 (Ille-et-Vilaine : +5,46 %, France hors Mayotte : +2,11 %).
| 1793  | 1800  | 1806  | 1821  | 1831  | 1836  | 1841  | 1846  | 1851  |
| ----- | ----- | ----- | ----- | ----- | ----- | ----- | ----- | ----- |
| 1 556 | 1 389 | 1 354 | 1 460 | 1 474 | 1 504 | 1 531 | 1 577 | 1 654 |

| 1856  | 1861  | 1866  | 1872  | 1876  | 1881  | 1886  | 1891  | 1896  |
| ----- | ----- | ----- | ----- | ----- | ----- | ----- | ----- | ----- |
| 1 705 | 1 747 | 1 832 | 1 813 | 1 911 | 1 962 | 1 920 | 1 816 | 1 688 |

| 1901  | 1906  | 1911  | 1921  | 1926  | 1931  | 1936  | 1946  | 1954 |
| ----- | ----- | ----- | ----- | ----- | ----- | ----- | ----- | ---- |
| 1 610 | 1 535 | 1 521 | 1 222 | 1 206 | 1 220 | 1 150 | 1 051 | 964  |

| 1962 | 1968 | 1975 | 1982 | 1990 | 1999 | 2005 | 2006 | 2010 |
| ---- | ---- | ---- | ---- | ---- | ---- | ---- | ---- | ---- |
| 960  | 856  | 769  | 670  | 673  | 708  | 761  | 768  | 784  |

| 2015 | 2020 | 2022 | - | - | - | - | - | - |
| ---- | ---- | ---- | - | - | - | - | - | - |
| 834  | 832  | 830  | - | - | - | - | - | - |

## Économie
En 2018, le taux de chômage à Cuguen s'élevait à 9,7 %.

## Lieux et monuments
La commune abrite deux monuments historiques :
- Le menhir de la Pierre-Longue, datant du Néolithique, classé par liste de 1889[36]. Selon une légende la croix placée à l'extrémité de ce menhir permettrait de détourner le diable[37].
- Les vestiges du château de la Roche-Montbourcher, édifié aux XIVe et XVe siècles, inscrit par arrêté du 8 août 1995[38].

Autres monuments :
- Église Saint-Martin-et-Saint-Samson édifiée au XIXe siècle par l'architecte diocésain Charles Langlois.
- Chapelle Notre-Dame-de-Toutes-Aides, XVIe siècle-XVIIIe siècle
- La croix en granite biface, datant du Moyen Âge, a été restaurée le 11 juin 1994[37].

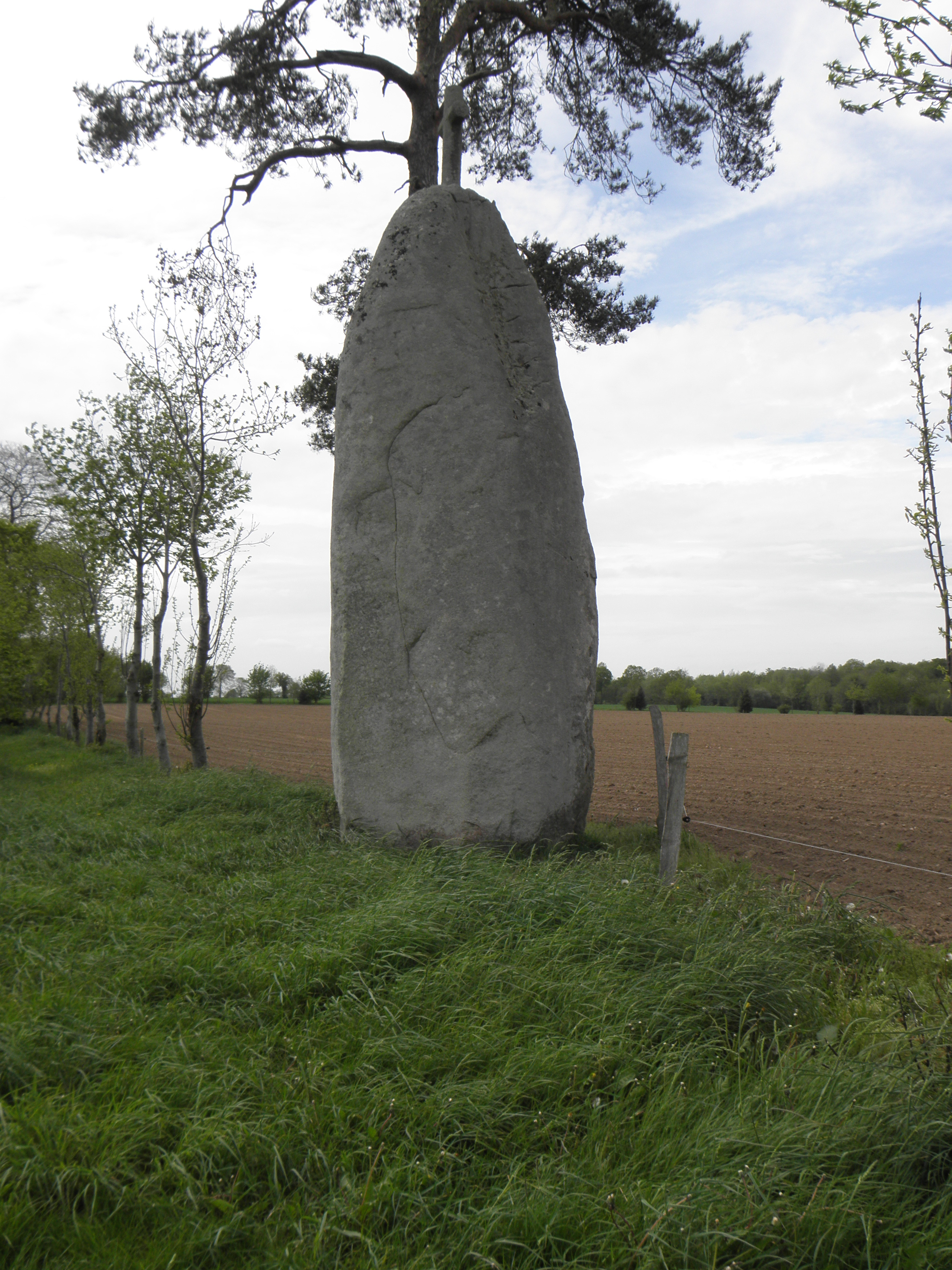
Le menhir de la Pierre-Longue.
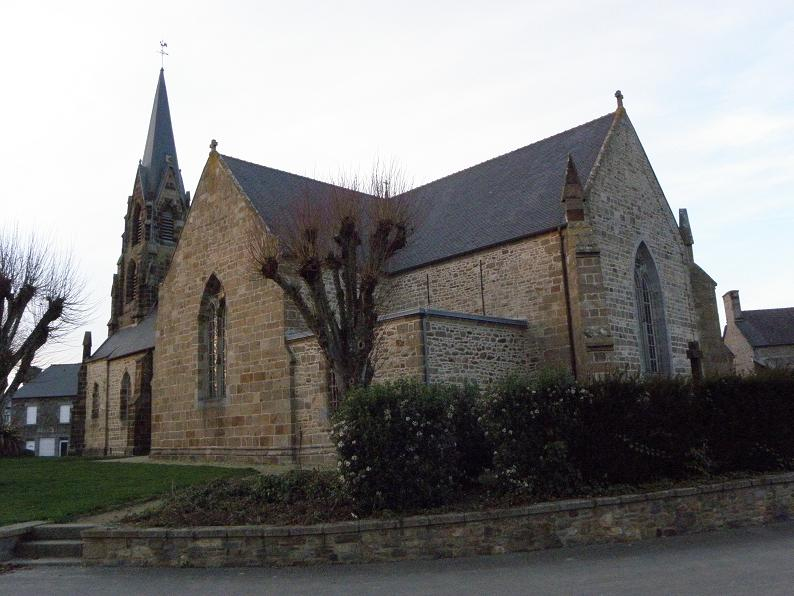
L'église paroissiale Saint-Martin-et-Saint-Samson.

## Activité et manifestations
L'Union sportive de Cuguen, créée en 1968 se compose de deux sections que sont la gym et le football. Il y a actuellement[Quand ?] deux équipes évoluant en troisième et quatrième division de district d'Ille-et-Vilaine.
L'association Cug'Anim organise chaque février depuis 2010 plusieurs courses pédestres nommées "les Foulées" dont un trail nature, une course en duo "Elle et Lui" ainsi qu'une course à destination des enfants.
L'association L'avenir de Cuguen propose de nombreuses représentations théâtrales adultes et enfants.

## Personnalités liées à la commune
.